# A Caress of the Void
A Caress of the Void è il quarto album della band funeral doom metal statunitense Evoken.

## Tracce
1. A Caress of the Void – 8:52
2. Mare Erythraeum – 7:19
3. Of Purest Absolution – 7:46
4. Astray in Eternal Night – 8:37
5. Descend the Lifeless Womb – 9:12
6. Suffer a Martyr's Trial (Procession at Dusk) – 13:46
7. Orogeny – 6:06

## Membri
- John Paradiso - chitarra, tastiera, voce
- Nick Orlando - chitarra
- Vince Verkay - batteria
- Craig Pillard - basso